# Цибульский, Юлиан
Юлиан Цибульский (пол. Julian Cybulski, укр. Юліан Цибульський, 28 января 1859, Ланьцут — 25 ноября 1924, Львов) — львовский архитектор. Работал в стилях историзма и сецессии.
Родился в Ланьцуте. Закончил обучение в Львовском политехнике в 1882 году. Проходил практику в архитектурном бюро Винсента Равского, работал ассистентом профессора Густава Бизанца. В 1885 году получил строительную лицензию. Образовал союз с Людвиком Балдвин-Рамултом, который руководил строительством зданий главной почты и греко-католической семинарии (проекты Сильвестра Гавришкевича), дворца Потоцких (архитектор Луи д’Овернь). Здания, построенные в 1890-х годах по собственным проектам, выполненные в стилях французского ренессанса и барокко. Бюро, мастерская и помещение архитектора находилось в собственном доме № 38, построенном в 1907 году на нынешний улице Чупринки. 
С 1908 года — член Политехнического общества во Львове. Член жюри конкурса на проект здания казино во Львове (1910). Был членом комиссии по подготовке строительной выставки в 1892 году во Львове. Депутат городского совета в 1893—1895 годах. В 1893—1895 годах — казначей, а в 1904—1905 — вице-президент инженерной палаты. В 1910 году экспонировал реализованы проекты львовских домов на выставке польских архитекторов во Львове. Умер 25 ноября 1924 года.

## Работы
- Жилой дом в стиле французского неоренессанса на улице Бандеры, 21 во Львове (1884).[4]
- Костёл святой Екатерины в селе Мильчицы, теперь церковь святого Дмитрия (1886—1887 , совместно с Людвиком Рамултом).[5]
- Собственная вилла архитектора на улице Глебова, 15 (1890).
- Дом управления имений графа Романа Потоцкого на улице Стефаника, 7 (ок. 1890).
- Неоготический павильон для фабрики Ланьцутских ликеров и сукна Романа Потоцкого на Галицкой краевой выставке (1894).[6]
- Дом на улице Глебова, 9 (1896—1898).
- Дома Нухима Грюнсберга № 3 и 5 на улице Глебова.
- Дом на проспекте Шевченко, 26 (1898).
- Дом Краевого банка в стиле неоренессанса на углу улицы Костюшко и площади Григоренко. Скульптурный декор Антона Попеля. Стилистически относится к неоренессанса (проект 1895 года, реализован к 1903 году).
- Сецесийном отделки интерьеров гостиницы «Жорж» (1901, совместно с Иваном Левинским).[7]
- Дом А. Викселя на нынешней улице Руданского, 1.[8]
- Дома № 26, 28, 30 на сегодняшний улице Чупринки (1904—1905, скульптуры Бронислава Солтиса).
- Дом № 38 на нынешней улице Чупрынки, на углу с ул. Киевской (1907 скульптуры Бронислава Солтиса).
- Дома № 10 и 15 на нынешний улице Богомольца (1907).[9]
- Реконструкция дома № 3 на нынешней улице Гнатюка (1914—1915, первоначальный проект Феликса Ксенжарського).[10]
- Дом французской нефтяной компании «Премьер» на сегодняшний улице князя Романа, 26. Сооружение завершено в 1924 году по проекту Цыбульского от 1914 года. Планы и фасад модифицированные Фердинандом Каслером.[11]